# گریس کونارد

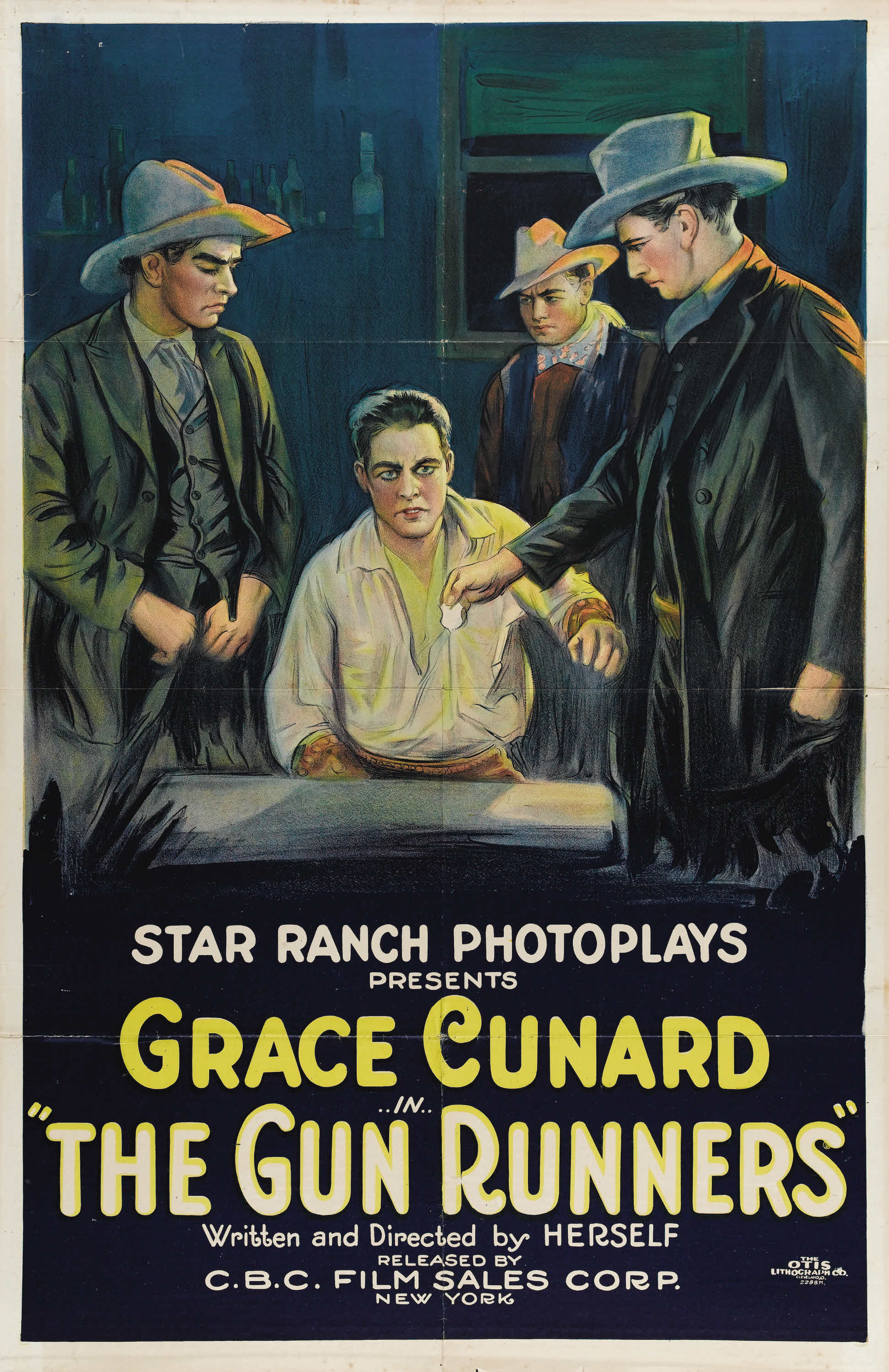
The Gun Runners (1920)

گریس کونارد (انگلیسی: Grace Cunard؛ ۸ آوریل ۱۸۹۳ – ۱۹ ژانویه ۱۹۶۷) یک هنرپیشه، فیلم‌نامه‌نویس، و کارگردان اهل ایالات متحده آمریکا بود.

## زندگی‌نامه
گریس کونارد (نام اصلی: هریت میلدرد جفریس (به انگلیسی: Harriet Mildred Jeffries)
او ابتدا بازیگر کارش را در سینما آغاز کرد و بعد همکار فیلم‌نامه‌نویس و دستیار کارگردان "فرانسیس فورد" شد. سپس به کارگردانی فیلم پرداخت. لازم به تذکر است که فیلم‌های "کونارد" با شرکت خودش ساخته شده و محصول یونیورسال می‌باشد.

## فیلمشناسی
1. "سکهٔ شکسته" (۱۹۱۵) - (یک سریال در ۲۲ قسمت، کارگردانی مشترک با و"فرانسیس فورد" و همکاری در فیلم‌نامه)
2. "جادهٔ قدرت" (۱۹۱۶) - (کوتاه - همکاری در فیلم‌نامه)
3. REg O. The Ring" (۱۹۱۶") - (یک سریال در ۱۵ قسمت، کاگردانی مشترک با "ف. فورد" و همکاری در فیلم‌نامه)
4. "نقاب ارغوانی" (۱۹۱۶) - (سریال در ۱۶ قسمت، کارگردانی مشترک با "ف. فورد" و همکاری در فیلم‌نامه)
5. "معما" (۱۹۱۷) - (همکاری مشترک با "ف. فورد" و همکاری در فیلم‌نامه)
6. "داغ نشده" (کوتاه - ۱۹۱۷)